# Sociedade de Língua Galesa
The Welsh Language Society (em galês:  Cymdeithas yr Iaith Gymraeg Cymdeithas, também frequentemente abreviado para Cymdeithas yr Iaith ou apenas Cymdeithas em inglês) é um grupo de pressão de ação direta no País de Gales que faz campanha pelo direito do povo galês de usar a língua galesa em todos os aspectos de suas vidas. O presidente da Welsh Language Society desde outubro de 2023 é Joseff Gnagbo.

## História

### Década de 1960

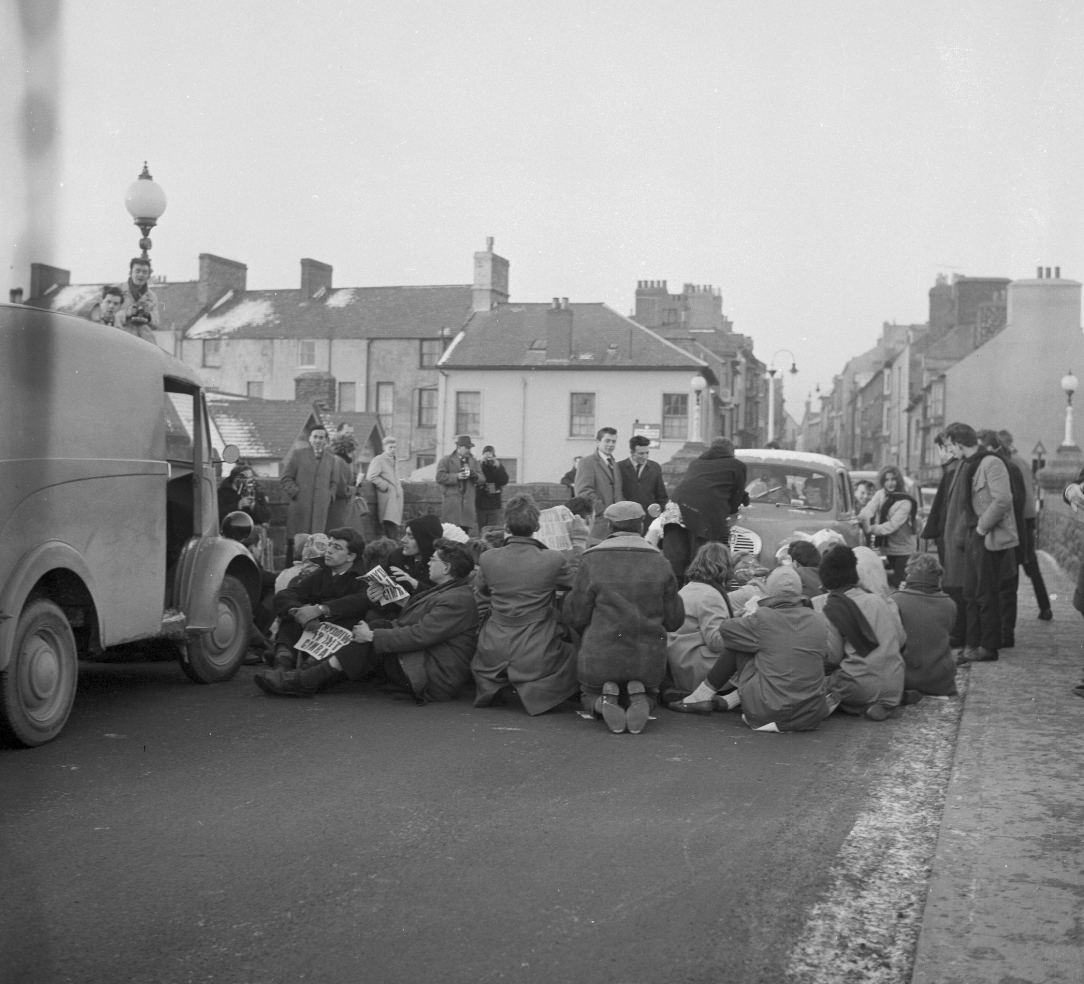
O primeiro protesto em Pont Trefechan em Aberystwyth, 1963

A Sociedade foi fundada nominalmente em 4 de agosto de 1962 em Pontarddulais, no Sul de Gales, mas não teve uma constituição até 18 de maio de 1963. A formação foi, pelo menos parcialmente, inspirada na palestra anual da BBC Wales Rádio, proferida em 13 de fevereiro de 1962 por Saunders Lewis e intitulada Tynged yr iaith (O destino da língua). O historiador John Davies disse que a palestra foi "o catalisador" para a formação da Welsh Language Society e o início de um período de agitação de ação direta para melhorar o status da língua galesa. Seu efeito direto na formação da Sociedade é descrito na história dessa sociedade.
O primeiro protesto público da Sociedade ocorreu em fevereiro de 1963 no centro da cidade de Aberystwyth, onde os membros colaram cartazes nos correios na tentativa de serem presos e irem a julgamento. Quando ficou claro que não seriam presos por causa dos cartazes, eles se mudaram para Pont Trefechan em Aberystwyth, onde cerca de setenta membros e apoiadores realizaram uma manifestação bloqueando o tráfego rodoviário por meia hora.
As primeiras campanhas foram pelo estatuto oficial da língua, com um apelo a declarações fiscais, escolas, formulários eleitorais, placas de correio, certidões de nascimento em língua galesa e assim por diante. Isto foi feito através da formação de 'células', a primeira operando em Bangor em abril de 1963 por Owain Owain, que também fundou e editou a única publicação da Sociedade, Tafod y Ddraig ('A Língua do Dragão') e desenhou o logotipo.
Em 1968, um protesto foi realizado no estúdio de notícias e televisão e no departamento de redação da BBC na Broadway, Cardiff, por membros da Sociedade. A manifestação exigia que a BBC usasse mais galês.

### Décadas de 1970 e 1980

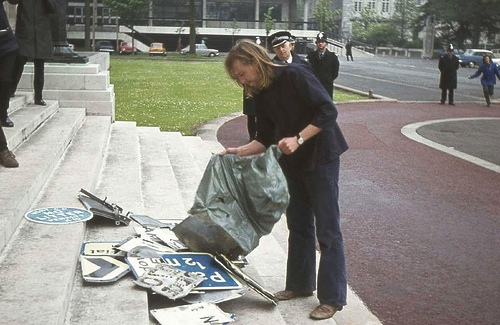
Os manifestantes despejam sinais de trânsito apenas em inglês na escadaria do Welsh Office em Cathays Park, Cardiff. Isso começou em 1970 e terminou em 1972.

A sociedade acredita na ação directa e, no decurso das suas campanhas, mais de mil pessoas compareceram perante os tribunais ingleses pela sua participação em várias campanhas, muitas delas recebendo penas de prisão, tornando-a no maior grupo de protesto da Grã-Bretanha desde as sufragistas - em termos de multas e os números enviados para a prisão. As ações típicas incluem a pintura de slogans em edifícios pertencentes a empresas e outros danos criminais menores.
No início da década de 1970, a sociedade começou a fazer campanha por um serviço de rádio e televisão em língua galesa. A Rádio Cymru foi criada em 1977, mas em 1979 o governo conservador sob Margaret Thatcher anunciou que não cumpriria a sua promessa eleitoral de estabelecer um canal de televisão separado em língua galesa. Alguns manifestantes recusaram-se a comprar licenças de televisão e outros subiram nas torres de televisão e invadiram os estúdios de televisão.
Houve muitos danos aos transmissores de rádio e televisão:
- O transmissor Blaenplwyf foi danificado na segunda-feira, 7 de fevereiro de 1977, custando £ 25.000. A polícia de Dyfed – Powys prendeu o líder em sua casa em Cenarth ;[15][16] houve outra invasão na segunda-feira, 19 de novembro de 1979, que incluiu John Rowlands e Geraint H. Jenkins[17]
- Waltham foi desligado a partir das 22h da quinta-feira, 2 de novembro de 1978; o grupo invadiu o The Wrekin na mesma noite, mas desligou o botão errado[18]
- Midhurst foi danificado na quinta-feira, 8 de fevereiro de 1979, a BBC1 foi restaurada na sexta-feira, mas a BBC2 demorou mais três dias;[19][20] causou £ 15.700 em danos; Hywel Pennar, de 23 anos, estudante de St David's Lampeter, foi preso por 9 meses; ele era filho de Pennar Davies, diretor de 1959 a 1979 do Swansea Theological College[21]
- Sudbury em Suffolk foi danificada na quinta-feira, 15 de março de 1979, com danos de £ 20.000[22]

O governo inverteu a sua posição e um canal de televisão em língua galesa, S4C, foi lançado em 1982.

### Anos 2000

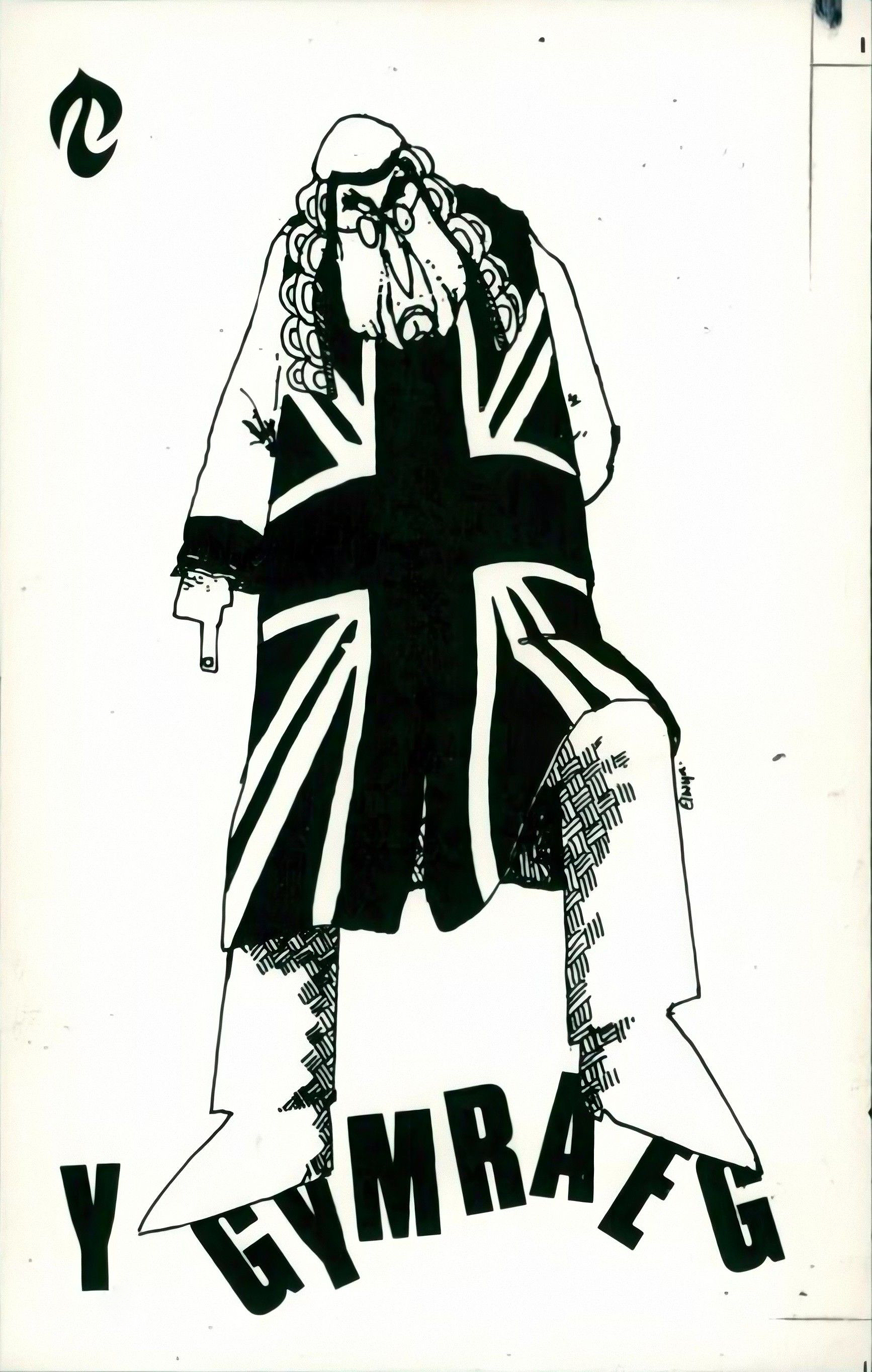
Um pôster político usado no início da década de 1970 retratando um juiz vestindo uma vestimenta com o estilo da bandeira do Reino Unido, pisoteando as palavras; 'Y Gymraeg' (o galês [língua]), que foi criado depois que 11 manifestantes de língua galesa foram presos

Em 24 de julho de 2004 (5 semanas após o lançamento), os estúdios da Radio Carmarthenshire em Narberth foram invadidos por onze ativistas da Welsh Language Society. Eles protestavam contra a decisão da Rádio Carmarthenshire de limitar a quantidade de sua programação em língua galesa. Os escritórios e estúdios foram invadidos durante uma transmissão ao vivo, tirando a Rádio Carmarthenshire e Pembrokeshire do ar por quinze minutos. De acordo com Keri Jones (que mais tarde classificou os membros do grupo como " terroristas "), seu chefe de vendas ficou ferido e precisou de tratamento hospitalar devido a uma fratura no pulso sofrida durante as brigas que se seguiram. A polícia prendeu onze ativistas e posteriormente libertou-os enquanto se aguardam mais investigações. O presidente do movimento Steffan Cravos foi posteriormente considerado inocente de causar lesões corporais graves.
A sociedade afirmou que 50% da população em Carmarthenshire fala galês como primeira língua, mas,menos de 5% da produção da Rádio Carmarthenshire foi em galês. Como resultado de reclamações e pressão da sociedade e dos indivíduos, o órgão de vigilância da radiodifusão do Reino Unido, Ofcom, emitiu à Rádio Carmarthenshire um aviso de 'cartão amarelo' no final de 2004; quaisquer reivindicações adicionais  da estação não estar em conformidade com seu contrato de licença resultaria na estação sendo severamente repreendida pelo Ofcom.

### Resposta aos resultados do Censo 2011
Após os resultados do Censo de 2011, o grupo realizou uma série de comícios em todo o País de Gales. No primeiro comício em Caernarfon em dezembro de 2012, o grupo publicou seu Maniffesto Byw (Manifesto Vivo) que delineou dezenas de políticas destinadas a fortalecer a linguagem. A sociedade lançou o " Dwi eisiau byw yn Gymraeg " (Eu quero viver em galês) slogan no mesmo comício.
Em 6 de fevereiro de 2013 e 4 de julho de 2013, representantes da sociedade reuniram-se com o primeiro-ministro Carwyn Jones para pressionar por mudanças urgentes nas políticas à luz dos resultados do Censo.
Uma versão revisada do Maniffesto Byw foi publicado em julho de 2013, na sequência de uma consulta pública e de uma assembleia geral extraordinária, quando foram adotadas uma série de alterações ao manifesto.
Em agosto de 2013, o grupo escreveu ao primeiro-ministro Carwyn Jones, dando-lhe seis meses para declarar a sua intenção de implementar seis mudanças políticas em benefício da linguagem Galês:
1. Addysg Gymraeg i Bawb (Educação média galesa para todos)
2. Tegwch Ariannol i'r Gymraeg (Justiça financeira para a língua galesa)
3. Gweinyddu'n fewnol yn Gymraeg (Governo Interno em galês)
4. Safonau Iaith i Greu Hawliau Clir (Padrões de linguagem para criar direitos claros)
5. Trefn Cynllunio er budd ein Cymunedau (Um sistema de planejamento para o benefício de nossas comunidades Galesas)
6. Y Gymraeg yn greiddiol i Ddatblygu Cynaliadwy (Galês como central para o Desenvolvimento Sustentável)

Carwyn Jones não tinha feito tal declaração de intenções até 1 de fevereiro de 2014, e o grupo iniciou uma campanha de ação direta e realizou uma série de protestos em todo o país.

### Campanhas em andamento
- Em 2015, a sociedade começou a apelar para que o ensino médio galês fosse alargado a todos os alunos do País de Gales, para "dar-lhes a capacidade de comunicar e trabalhar" na língua galesa. Esta convocatória foi apoiada pelo linguista David Crystal e pela acadêmica Christine James .[24] Esses apelos incluem um apelo a uma Lei Educacional para o ensino da língua galesa para todos.[25]
- Comunidades sustentáveis; uma lei de propriedade para ajudar a enfrentar a crise imobiliária e a questão da segunda residência.[26]
- A devolução da radiodifusão ao País de Gales.[27]

## Campanhas de sucesso
De acordo com o site do grupo linguístico, suas campanhas contribuíram para garantir as seguintes mudanças na política do idioma: 
- Década de 1960 – Sinais de trânsito bilíngues para Galeses, e Ingleses
- Década de 1970 – Campanha do canal de televisão em língua galesa e estabelecimento do S4C, o único canal de televisão em língua galesa do mundo, em 1982.
- 1993 - promulgada a Lei da Língua Galesa de 1993, exigindo que os órgãos públicos ofereçam serviços limitados em língua galesa
- Década de 2000 - Campanha pela nova Lei da Língua Galesa e status oficial para a língua sob a Medida da Língua Galesa (País de Gales) de 2011
- 2011 - Faculdade de ensino superior médio galês, Coleg Cymraeg Cenedlaethol , estabelecido

## Áreas de campanha

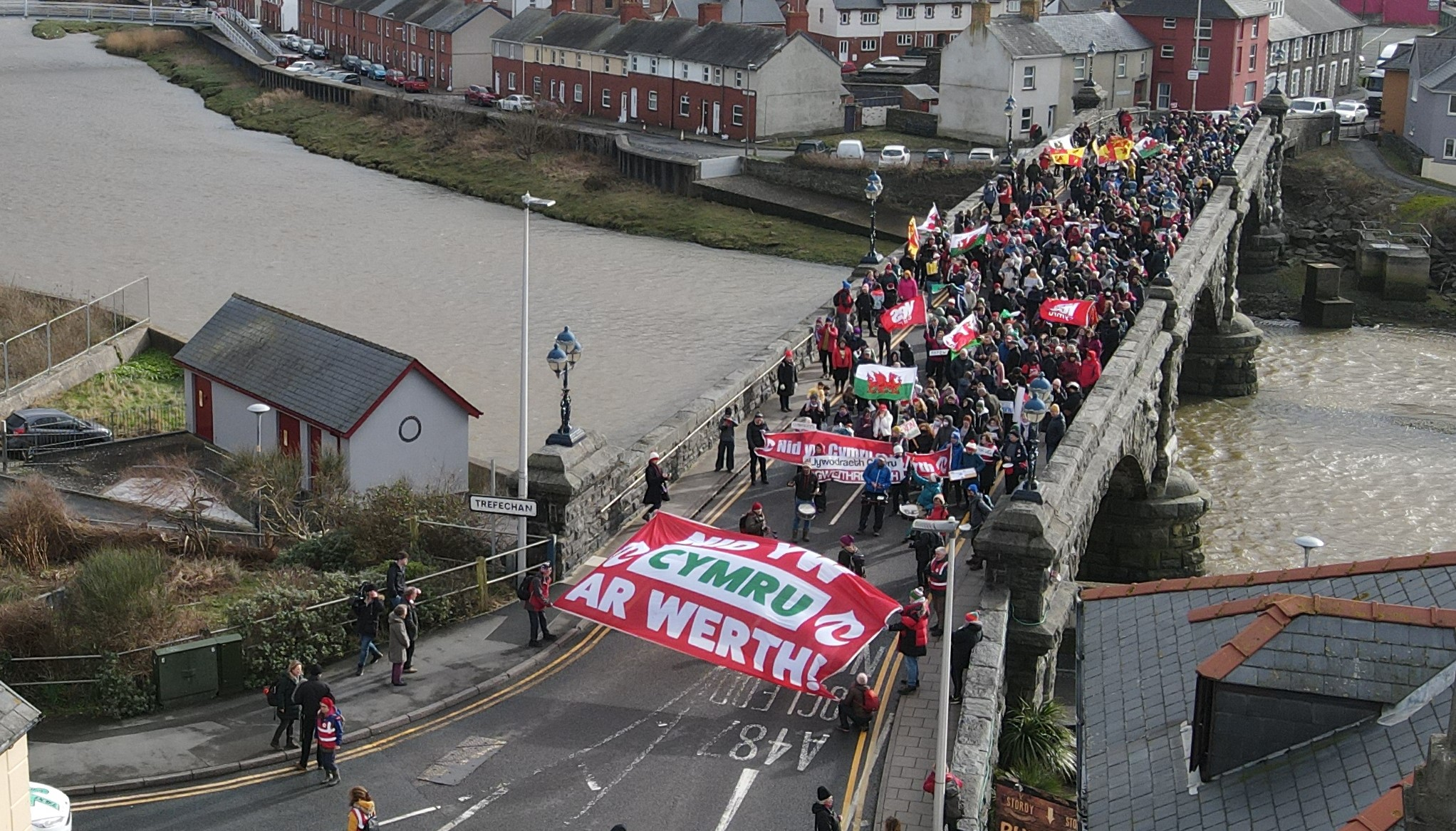
Protesto de Nid yw Cymru ar Werth em Aberystwyth, fevereiro de 2022

As principais campanhas podem ser divididas em quatro grandes áreas:

### Hawliau i'r Gymraeg(Direitos à língua galesa)
No início do século 21, a sociedade iniciou uma campanha por uma nova Lei da Língua Galesa. A Lei da Língua Galesa de 1993 declarou que o galês deveria ser tratado em igualdade de condições com o inglês, mas a sociedade argumentou que isso estava aquém do necessário.
Em 2007, a sociedade publicou a sua própria Medida da Língua Galesa, um projecto de legislação que estabeleceria, entre outras coisas, o estatuto oficial da língua galesa e os direitos de utilização da mesma, e estabeleceria o cargo de Comissário da Língua Galesa.
Em 2011, com base em grande parte nas propostas da sociedade, a Assembleia Nacional do País de Gales aprovou a Medida da Língua Galesa (País de Gales) de 2011, que estabeleceu a língua galesa como língua oficial do País de Gales, e introduziu o Comissário da Língua Galesa .

### Cymunedau Cynaliadwy(Comunidades Sustentáveis)
Este grupo lidera uma série de assuntos, incluindo política de habitação e planejamento. Desde a década de 1980, o grupo apelou a uma Lei de Propriedade para aumentar o número de comunidades onde o galês é a língua principal da área, bem como para combater a desigualdade de rendimentos e os problemas ambientais.
Em 11 de março de 2014, o grupo publicou o seu próprio projecto de " Lei de Propriedade e Planeamento para o benefício das nossas comunidades (País de Gales) 2014 ", que consagraria os seis princípios fundamentais da sua proposta de Lei de Propriedade, bem como estabeleceria a língua galesa como um consideração material legal no sistema de planejamento.

### Dyfodol Digidol(Futuro Digital)
Este grupo faz campanha pelos direitos de ver e ouvir a língua. Isso inclui campanhas de investimento na Radio Cymru e S4C, bem como a presença online da língua galesa. E, tem até um website

### Grŵp Addysg(Grupo de Educação)
O ensino médio galês está disponível na maioria das áreas do País de Gales nos níveis primário e secundário do ensino escolar. Os GCSEs de segunda língua galesa são obrigatórios no ensino médio inglês. Este grupo exige melhorias e também uma expansão massiva no ensino superior (universitário). Isso inclui principalmente uma faculdade federal de língua galesa, que seria uma faculdade com vários locais que oferece cursos e recursos em galês.

## Lista de presidentes
- 1962–1963 – Tedi Millward ,e John Davies (secretários)
- 1963–1965 – John Daniel
- 1965–1966 – Cynog Dafis
- 1966–1967 – Emyr Llywelyn Primeiro,e depois Gareth Miles
- 1967–1968 – Gareth Miles
- 1968–1971 – Dafydd Iwan
- 1971–1973 – Gronw ab Islwyn
- 1973–1974 – Emyr Hywel
- 1974–1975 – Ffred Ffransis
- 1975–1977 – Wynfford James
- 1977–1979 – Rhodri Williams
- 1979–1981 – Wayne Williams
- 1981–1982 – Meri Huws
- 1982–1984 – Angharad Tomos
- 1984–1985 – Karl Davies
- 1985–1987 – Toni Schiavone
- 1987–1989 – Helen Prosser
- 1989–1990 – Sian Howys
- 1990–1993 – Alun Llwyd
- 1993–1994 – Aled Davies
- 1994–1996 – Rocet Arwel Jones
- 1996–1998 – Gareth Kiff
- 1998–1999 – Branwen Niclas
- 1999–2001 –
- 2001–2002 – Branwen Brian Evans,e Aled Davies (co-presidentes)
- 2002–2004 – Huw Lewis
- 2004–2006 – Steffan Cravos
- 2006–2007 – Steffan Cravos
- 2007–2008 – Hywel Griffiths
- 2008–2010 – Menna Machreth
- 2010–2013 – Bethan Williams
- 2013–2014 – Robin Farrar
- 2014–2016 – Jamie Bevan
- 2016–2018 – Heledd Gwyndaf
- 2018–2019 – Osian Rhys
- 2019–2020 – Bethan Ruth 2020-2022 Mabli Siriol 2022-2023 - Robat Idris
- Presente - Joseff Gnagbo

## Membros notáveis, ex-membros e apoiadores
- John Davies
- Tedi Millward
- Gareth Miles
- Meic Stephens
- Owain Owain
- Emyr Llewelyn
- Ned Thomas
- Meredydd Evans
- Pennar Davies
- Eirian Llwyd
- R. Tudur Jones
- Bobi Jones
- Ffred Ffransis
- Meinir Ffransis
- Meirion Pennar
- Meri Huws
- Steve Eaves
- Bryn Fôn
- Steffan Cravos
- Gwenno Teifi
- Jamie Bevan